# George E. Wiley
George Ellsworth Wiley (7 de maio de 1881 — 3 de março de 1954) foi um ciclista olímpico estadunidense. Representou sua nação nos Jogos Olímpicos de Verão de 1904, em St Louis, onde conquistou duas medalhas (prata e bronze).